# Bürger-CERT
Das Bürger-CERT ist eine Website, die vor Schadprogrammen und Sicherheitslücken in Computerprogrammen warnt. Das Bürger-CERT (Computer Emergency Response Team) wird vom Bundesamt für Sicherheit in der Informationstechnik (BSI) für die Zielgruppe technisch interessierte Bürger und kleine Unternehmen betrieben.

## Aufgaben und Angebot
Das Bürger-CERT analysiert und bewertet rund um die Uhr die Sicherheitslage im Internet und verschickt bei konkretem Handlungsbedarf aufgrund von Sicherheitslücken im Internet Warnmeldungen und Sicherheitshinweise per Newsletter. Das Bürger-CERT betreibt dazu drei thematisch aufgeteilte Newsletter:
- Newsletter „Technische Warnungen“
- Newsletter „Sicher • Informiert“
- Newsletter „Extraausgabe Sicher • Informiert“

Alle drei Newsletter sind auch auf der Website mit Historie einsehbar. Auf der Website gibt es zusätzlich noch einige „Hilfstexte“ als PDF-Dateien zum Herunterladen und ein Glossar gängiger Computerbegriffe rund um die IT-Sicherheit.

## Geschichte
Das Bürger-CERT wurde im Jahr 2006 als ein Gemeinschaftsprojekt des Bundesamtes für Sicherheit in der Informationstechnik (BSI) und Mcert Deutsche Gesellschaft für IT-Sicherheit gestartet.
Die Finanzierung des Projekts erfolgt durch die öffentliche Hand und Partner aus der Wirtschaft. Seit Juni 2007 werden die Dienstleistungen des Bürger-CERT allein durch das BSI bereitgestellt.
Später wurde das Bürger-CERT um eine separate Website BSI für Bürger ergänzt, weil die Informationen des Bürger-CERT sich an den technisch Interessierten wenden, während das „BSI für Bürger“ allgemeine Verhaltens- und grundsätzliche Sicherheitstipps gibt, die auch für Technik-Laien unmittelbar verständlich und umsetzbar sind.